# Me, Myself and I (bài hát của Beyoncé)
Me, Myself and I là một ca khúc nhạc R&B của nữ ca sĩ Mỹ Beyoncé phát hành cuối năm 2003.
| - "Me, Myself and I" (album version) - "Me, Myself and I" (radio edit) - "Me, Myself and I" (Junior's radio mix) - "Me, Myself and I" (Eastern Delight mix) - "Me, Myself and I" (Acapella) - "Me, Myself and I" (Instrumental) - "Me, Myself and I" (Radio Edit) - "Me, Myself and I" (Bama Boys Sexy Remix) - "Me, Myself and I" (Bama Boys Throwback Remix) - "Me, Myself and I" (Eastern Daylight Mix By Punjabi MC & Raj Asia) - "Me, Myself and I" (Grizzly Mix - with Rap) (có sự tham gia của Ghostface Killah) | - "Me, Myself and I" (Eastern Delight mix instrumental) (on 12" vinyl only) - "Me, Myself and I" (Grizzly mix) - "Me, Myself and I" (Bama Boys' sexy remix) - "Me, Myself and I" (Bama Boys' throwback remix) - "Me, Myself and I" (J'TY Remix) (có sự tham gia của Grafh) - "Me, Myself and I" (Junior Vasquez Radio Edit) - "Me, Myself and I" (Junior's Radio Mix) - "Me, Myself and I" (Junior's Marathon Mix) - "Me, Myself and I" (Junior's World Club Mix) - "Me, Myself and I" (Tony Moran & Warren Rig Club Mix) - "Me, Myself and I" (Warren Rigg Vocal Mix) - "Me, Myself and I" (DJ Streetz/Street Mix) |